# Harkakötöny
Harkakötöny (en croata: Kotinj) es un pueblo en el condado de Bács-Kiskun, en la región de la Gran Llanura del Sur del sur de Hungría.

## Geografía
Tiene una superficie de 52,7 kilómetros cuadrados y tiene una población de 707 personas en 2024.